# Logiciel préinstallé
Un logiciel préinstallé (également appelé logiciel groupé, crapware,, ou bloatware ,,,, bien que ces termes incluent généralement d'autres types de logiciels) est un logiciel déjà installé et autorisé sur un ordinateur ou un téléphone intelligent acheté à un fabricant d'équipement d'origine (OEM) [2].
Le système d'exploitation est généralement préinstallé sur un ordinateur, mais, comme il est nécessaire pour faire fonctionner l'ordinateur, il n'est pas qualifié de logiciel préinstallé au terme de cet article. Le terme logiciel préinstallé s'applique plutôt aux autres logiciels installés et non nécessaires au fonctionnement de l'ordinateur.
Les logiciels préinstallés peuvent inclure des vulnérabilités de sécurité majeures, comme Superfish, qui installe un certificat racine pour injecter de la publicité dans des pages de résultats de recherche chiffrées du moteur de recherche Google, et rend les ordinateurs vulnérables à des cyberattaques sérieuses, y compris sur des transactions bancaires et financières,.

## Logiciel non désiré
Souvent, les nouveaux ordinateurs sont livrés avec des logiciels préinstallés que le fabricant y a inclus contre rétribution. Ces logiciels sont presque toujours de peu de valeur pour l'acheteur. Ils sont inclus sans que l'acheteur ne soit informé, et aucune instruction n'est fournie pour les désinstaller.
Un cadre de Microsoft a révélé qu'au sein de l'entreprise, ces applications sont appelées craplets (un mot-valise de crap (merde) et applet),. Selon ce cadre, l'expérience de l'acheteur d'un nouvel ordinateur Windows peut être ternie par des applications tierces mal conçues et non certifiées installées par les fabricants. Il a également déclaré que le procès antitrust contre Microsoft (voir United States v. Microsoft Corp. (en)) empêche la société de faire cesser la préinstallation de ces programmes par les fabricants.
Walt Mossberg, chroniqueur technologique pour le Wall Street Journal, a condamné les craplets dans deux articles publiés en avril 2007 et a suggéré plusieurs stratégies pour les enlever,.
Selon Ars Technica, la plupart des programmes préinstallés le sont par les fabricants d'équipement d'origine qui reçoivent un paiement des éditeurs des programmes. Au Consumer Electronics Show de 2007, Dell a défendu cette pratique en affirmant qu'elle réduit le coût des ordinateurs, qui coûteraient beaucoup plus cher si ces programmes n'étaient pas préinstallés.

## Téléphones intelligents
La pratique n'est pas limitée aux ordinateurs personnels. Les téléphones mobiles sont généralement livrés avec des logiciels préinstallés par le fabricant ou le fournisseur de télécommunications. En outre, les programmes préinstallés le sont souvent dans la partition système, de sorte que leur suppression est complexe et peut affecter la garantie de l'appareil,,,.
Certaines de ces applications peuvent s'exécuter en tâche de fond, consommer l'énergie de la batterie et dupliquer des fonctionnalités déjà fournies par le téléphone lui-même. Par exemple, Verizon Wireless a fourni des téléphones dotés :
- d'une application de messagerie texte appelée Messages + (qui est définie comme la messagerie texte par défaut en lieu et place de l'application de messagerie d'Android, Google Hangouts) ;
- et de VZ Navigator, un service redondant au service Google Maps[7],[8].

Android 4.0 a réduit ces problèmes en permettant aux utilisateurs de désactiver les applications préinstallées, ce qui les supprime des menus des applications et les empêche de s'exécuter. Toutefois, cela ne supprime pas les logiciels de l'appareil, qui consomment encore de la mémoire, sauf s'ils sont supprimés par des moyens irréguliers,,. En avril 2014, la Corée du Sud a introduit une nouvelle réglementation rendant obligatoire la possibilité pour l'utilisateur de désinstaller toute application préinstallée non indispensable.
Android 5.0 permet d'installer directement les applications préinstallées depuis le Google Play Store lors de la configuration initiale de l'appareil. Les applications s'installent alors de la même manière que les applications téléchargées par l'utilisateur et peuvent être désinstallées normalement.
Apple a également été critiqué concernant les versions récentes d'iOS qui incluent un nombre croissant d'applications non amovibles telles que Apple Watch et Apple Music. Cette dernière application consomme beaucoup d'espace à cause de sa grande mémoire cache pour la musique en streaming.